# Nákří
Nákří är en ort i Tjeckien.   Den ligger i regionen Södra Böhmen, i den centrala delen av landet, 110 km söder om huvudstaden Prag. Nákří ligger 410 meter över havet och antalet invånare är 208.
Terrängen runt Nákří är platt. Runt Nákří är det ganska tätbefolkat, med 166 invånare per kvadratkilometer. Närmaste större samhälle är České Budějovice, 19,2 km sydost om Nákří. Trakten runt Nákří består till största delen av jordbruksmark.